# Entomologiste

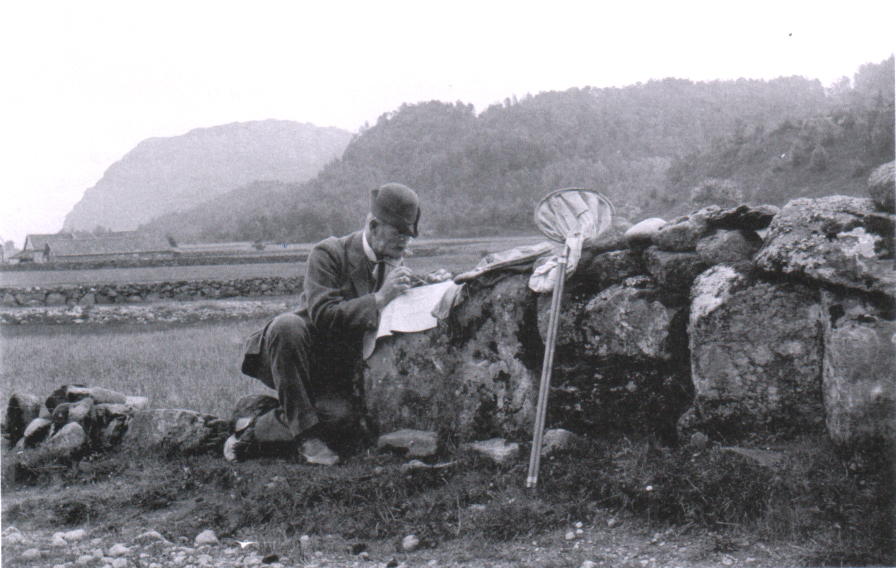
L'entomologiste norvégien Tor Helliesen (1855-1914) au travail.

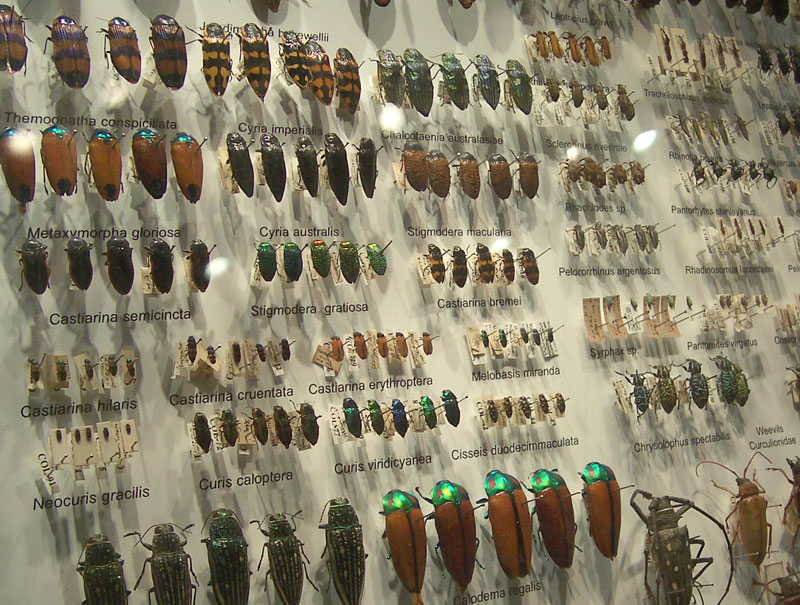
Collection de Coléoptères

Un entomologiste  est un scientifique, professionnel ou amateur, qui pratique l'entomologie ou étude des insectes.

## Spécialités et spécialistes
Étant donné la très grande diversité des insectes, beaucoup d'entomologistes sont spécialisés dans un ordre ou une famille d'insectes :
- les coléoptéristes sont des spécialistes des insectes de l'ordre des coléoptères ;
- les hétéroptéristes sont des spécialistes du sous-ordre des hétéroptères ;
- Les hyménoptéristes sont des spécialistes des insectes de l'ordre des hyménoptères ;
- Les lépidoptéristes (ou lépidoptérologues) sont spécialistes des insectes de l'ordre des lépidoptères (papillons) ;
- Les myrmécologues sont spécialistes des insectes de la famille des formicidés (fourmis).

Bien que les espèces qu'ils ou elles étudient ne soient pas des insectes, on compte également souvent parmi les entomologistes les arachnologues, spécialistes des arachnides (araignées, scorpions, etc.). Il en va de même pour les spécialistes des myriapodes (mille-pattes, qui ne sont pas non plus des  insectes).
Les entomologistes peuvent aussi se spécialiser dans le domaine des auxiliaires de l'agriculture, des vecteurs de maladies végétales, animales ou humaines. 
Certains assistent la justice en aidant la médecine légale à dater précisément l'heure de la mort, à partir de l'étude des larves d'insectes nécrophages trouvées sur un cadavre.